# Alien Big Cats
Eine Alien Big Cat (ABC) (deutsch: fremde Großkatze, auch Phantom-Katze) ist eine so genannte Out-of-place-Sichtung von Großkatzen, das heißt, sie werden angeblich in für sie vollkommen untypischen Gegenden gesichtet. Da es keine stichhaltigen Beweise für ihre Existenz gibt, werden sie den Kryptiden zugeordnet. Das globale Auftreten von ABCs hat zu vielen nationalen (u. a. British Big Cats, Irish Big Cats, Australian Big Cats) und regionalen (u. a. Surrey Puma, Bestie von Bodmin Moor und Bestie von Exmoor) Bezeichnungen geführt.

## Indizien und Sichtungen
Jedes Jahr gibt es in ganz Britannien Sichtungen von Raubkatzen, meist schwarze Panther aber auch Pumas und Luchse. Dazu kommen Indizien in Form von Pfotenabdrücken und Fraßspuren, wobei Rehkadaver so ausgehöhlt sind, wie es wilde Raubkatzen beim Fressen tun. Sichtungen in Schottland sind möglicherweise auf Kellas-Katzen, große schwarze Wildkatzenhybride zurückzuführen, Sichtungsvideos könnten auch nur Hauskatzen darstellen.

## British Big Cats

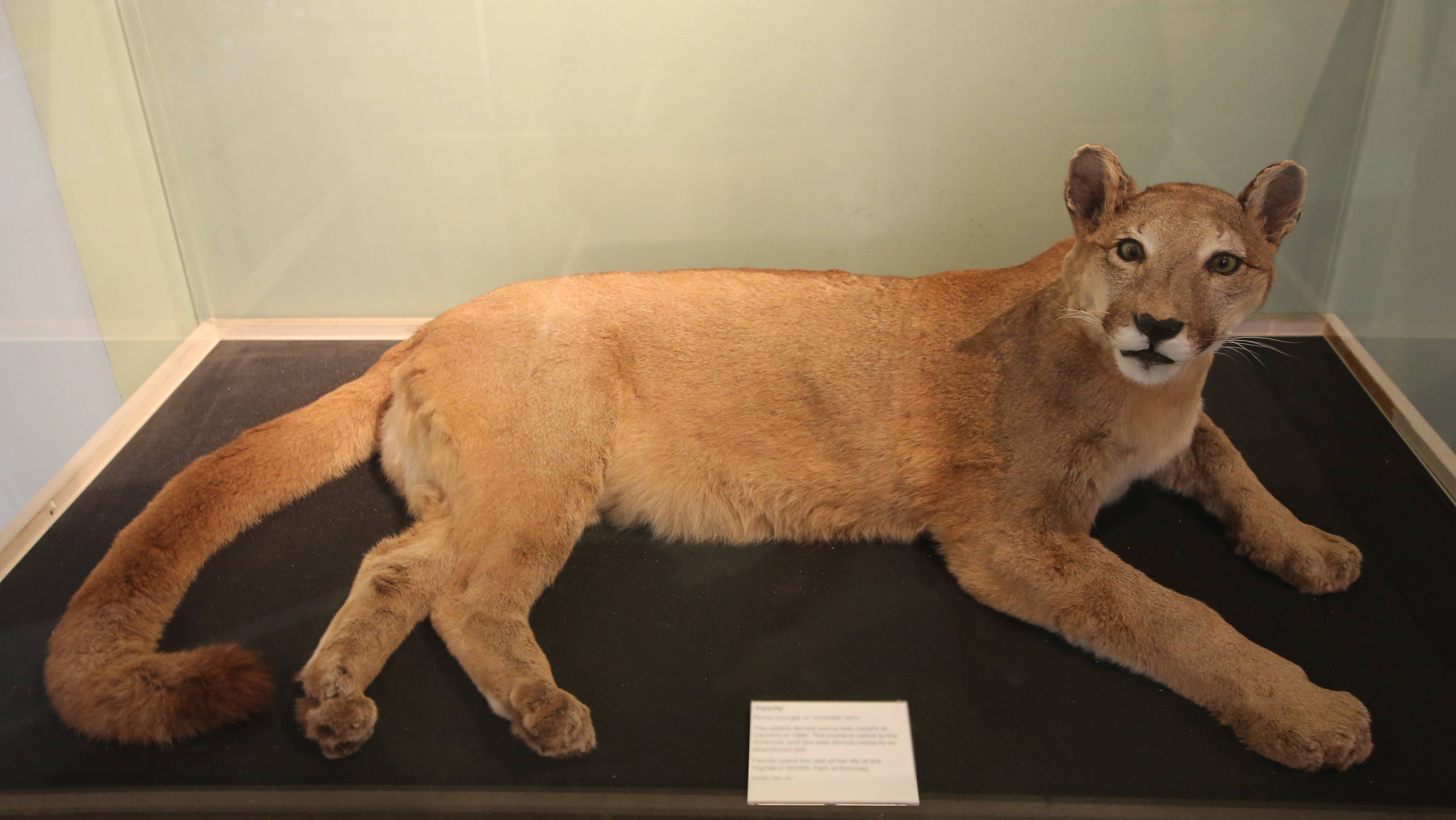
Dieser ausgestopfte Puma wurde 1980 in Schottland gefangen und fortan (wieder) in einem Zoo gehalten.

Die bekanntesten ABCs stammen aus dem Vereinigten Königreich. Es gibt verschiedene Theorien, wieso dort Großkatzen leben könnten:
- das Britische Weltreich erstreckte sich über mehrere Kontinente, es wurden exotische Tiere von dort mitgebracht
- Bevor der Dangerous Wild Animals Act 1976 eingeführt wurde, war es den Briten erlaubt, Wildkatzen zu halten, was in den 1970er-Jahren zu einer Art Mode geworden war (etwa infolge von Frei geboren – Königin der Wildnis). Der Dangerous Wild Animals Act erschwerte nun die Haltung solcher Großkatzen als Heimtier erheblich, weshalb sich viele Halter etwas einfallen lassen mussten, um die Großkatzen wieder loszuwerden. Der Dangerous Wild Animals Act verbot zwar, Großkatzen zu halten, aber nicht, diese in der Natur auszusetzen. Dieser Missstand wurde erst 1982 berichtigt. So hätten viele Halter genügend Zeit gehabt, um ihre Tiere auszusetzen, wodurch sich Populationen entwickelt haben könnten.
- Hauskatzen hätten sich mit den bekannten Wildkatzen gepaart und so könnten neue Hybrid-Rassen, wie die (aber deutlich kleinere) Kellas-Katze entstanden sein.
- Raubkatzen sollen einst aus römischen Amphitheatern entflohen sein und Populationen gebildet haben.
- Eine weitere Theorie gründet sich darauf, dass es in Großbritannien schon seit Jahrhunderten Geschichten von Großkatzen gibt, in Fabeln oder uralten Berichten. Das Wappen Englands enthält drei goldene Löwen. Hier geht man davon aus, dass in der Urgeschichte Großkatzen auf den britischen Inseln gelebt hätten. Manche Kryptozoologen glauben, dass diese Populationen niemals gänzlich ausgestorben sind und noch heute im Land leben.

Keine dieser Theorien und Behauptungen wurde bisher annähernd belegt, es wurde in Großbritannien bislang keine Population von Großkatzen nachgewiesen.
2023 fand ein Dokumentarfilmteam auf der Suche nach British Big Cats, Haarproben mit Leoparden-DNA in einer Region in Südengland, wo häufiger Schwarze Panther gesichtet werden.